# Twist-lock

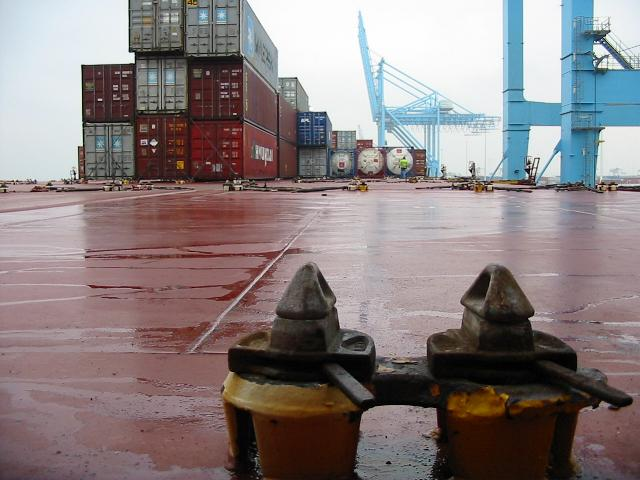
Deux twist-locks manuels sur le pont d'un porte-conteneurs.

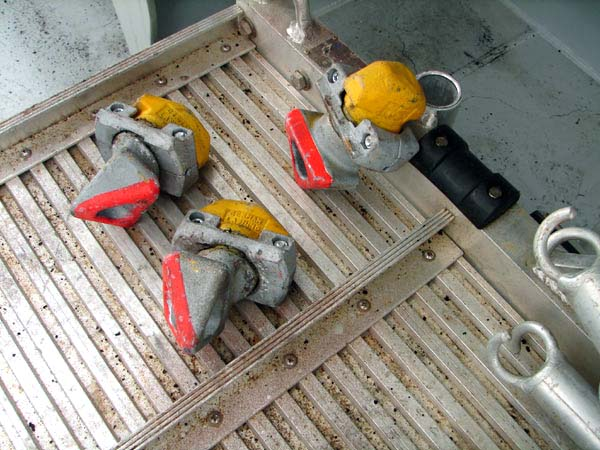
Trois twist-locks automatiques.

Un twist-lock (parfois appelé « verrou tournant ») est une pièce de métal servant à unir deux conteneurs lors de leur transport, notamment pour le transport maritime, le transport routier et le transport ferroviaire. Ils sont aussi utilisés par les grues spécialisées pour conteneurs.
Le twist-lock se loge dans le coin du conteneur, une pièce femelle possédant un trou ovale de 4,9 pouces de diamètre (12,44 cm). Le twist-lock lui-même est une pièce mâle, soit fixée sur les grues et les transporteurs (par exemple sur le pont des navires), soit amovible pour relier deux conteneurs entre eux. Le twist-lock est long de 10 cm et large de 5,6 cm environ, avec un sommet pointu pour faciliter son insertion. Une fois tourné (twisted en anglais) de 90°, il se verrouille (lock en anglais) et ne peut être enlevé à moins de le tourner à nouveau de 90° ; c'est le même mécanisme qu'un verrou Kensington.
Les dimensions des pièces sont définies par la norme ISO 1161:1984.
Il existe des twist-locks semi-automatiques ainsi que des FAT (fully automatic twist-locks). Ces derniers, considérés en partie comme responsables de la perte de conteneurs en mer, ont été abandonnés. Le FAT était conçu pour se mettre en position ouverte lorsqu'il détectait un effort de soulèvement par la grue ou le portique. Il s'est avéré que le mouvement de pilonnement du navire dans le mauvais temps avait le même effet et entraînait l'ouverture du twist-lock puis, lors du passage du navire à un mouvement de roulis, le conteneur basculait. De nouveaux modèles (C8A) semblent pallier ce genre de problème.